# Cercidospora stereocaulorum
Cercidospora stereocaulorum är en lavart som först beskrevs av Johann Franz Xaver Arnold, och fick sitt nu gällande namn av Hafellner 1987. Cercidospora stereocaulorum ingår i släktet Cercidospora, klassen Dothideomycetes, divisionen sporsäcksvampar och riket svampar.  Arten är reproducerande i Sverige. Inga underarter finns listade i Catalogue of Life.